# Börtön (film)
A Börtön (Fängelse) egy 1949-ben bemutatott Ingmar Bergman által rendezett svéd filmdráma. Ez volt az első olyan Bergman produkció, melynek a forgatókönyve nem adaptált, hanem teljes egészében a rendező írta.

## Szereposztás
| Színész          | Karakter                    |
| ---------------- | --------------------------- |
| Birger Malmsten  | Thomas                      |
| Eva Henning      | Sofi                        |
| Hasse Ekman      | Martin Grande               |
| Stig Olin        | Peter                       |
| Doris Svedlund   | Birgitta Carolina Söderberg |
| Anders Henrikson | Paul                        |
| Irma Christenson | Linnea                      |
| Marianne Löfgren | Bohlinné                    |
| Bibi Lindqvist   | Anna                        |
| Curt Masreilez   | Alf                         |

## Fordítás
- Ez a szócikk részben vagy egészben  a   Prison (1949 film) című angol Wikipédia-szócikk fordításán alapul.  Az eredeti cikk szerkesztőit annak laptörténete sorolja fel. Ez a jelzés csupán a megfogalmazás eredetét és a szerzői jogokat jelzi, nem szolgál a cikkben szereplő információk forrásmegjelöléseként.